# 陈国栋 (1903年)
陈国栋（1903年5月—1992年8月29日），陕西省耀县寺沟乡阿姑社村人。曾任中国人民解放军陕西军区参谋长、陕西省畜牧厅厅长。中共七大代表。陕西省政协常委，陕西省人民代表大会代表。

## 生平
家境贫寒。早年当过长工、学徒。1919年参加旧军队，历任士兵、排长、连长，1928年回家务农。1931年中共耀县县委在阿姑社成立党支部，开始投身革命，1931年3月入党。以租种安里乡（石柱西塬）王益村地主刘振祥的土地为掩护，开始在石柱镇以西的王益、马原、光明一带从事党的地下工作，并于1932年秋天，建立了中共耀县王益特别支部。陈国栋担任特支书记王益特支秘密组织农协分会先后进行了三次打土豪、分粮食的革命斗争，以度饥荒。1970年，陈国栋回故里在耀县城街上偶遇1932年抓捕杀害王益特支分粮斗争的4名党员和农会成员的石柱镇民团联头魏生财（外号“老吊子”），1972年经耀县人民法院审理判处魏生财死刑。
1933年7月，陈国栋参与领导组建耀县红军游击队，随队转入照金苏区。任陕甘红军工农游击队第三路总指挥，陕甘边区特委南区委员会军事部长，关中军分区司令员，红二十六军第三团团长等职。
抗日战争时期，任八路军第129师辎重营营长，八路军留守兵团特务团副团长，关中保安纵队司令员兼政委，警一旅副旅长兼关中军分区副司令员，中共七大候补代表。
解放战争以后，任关中军分区司令员，宝鸡军分区司令员。
中华人民共和国成立后，任陕西军区参谋长，南京军事学院第一期高级系学员。1952年11月转业任陕西省农林厅副厅长，1955年2月任陕西省农业厅副厅长，1957年12月复任陕西省农林厅副厅长。1960年8月至1964年11月任陕西省畜牧厅厅长。1965年2月至1966年5月任陕西省水土保持建设师（简称“水保师”）师长兼政治委员。1966年5月至1967年2月任中国人民解放军西北林业建设兵团第一师（简称“林一师”）师长、师临时党委书记。1982年离职休养。
1963年11月任中共陕西省第四届委员会候补委员。1977年12月至1979年12月陕西省政协第四届常委，陕西省政协文史资料委员会委员。陕西省第五届人民代表大会代表，陕西省农业委员会顾问。